# 布哈伊夫卡 (哈爾科夫區)
50°17′17″N 36°14′30″E / 50.28806°N 36.24167°E
布哈伊夫卡（烏克蘭語：Бугаївка）是位於烏克蘭東部的村莊，由哈爾科夫州哈爾科夫區的德爾哈奇市鎮負責管轄。該村始建於1850年，面積0.14平方公里，海拔高度156米，2001年人口1，人口密度每平方公里7.1人。